# Trigun Stampede
Trigun Stampede est une série télévisée animée japonaise basée sur la série manga Trigun de Yasuhiro Nightow. Il s'agit d'une adaptation différente de la série d'animation Trigun, sortie en 1998. Elle est animée par le studio Orange et réalisée par Kenji Mutō. La série est diffusée sur TV Tokyo entre janvier et mars 2023. En France, la version originale sous-titrée est diffusée les jeudis soirs du 12 janvier au 30 mars 2023 sur la case J+1 de la chaine J-One. Une phase finale est en production.

## Histoire
Dans un futur lointain, la Terre est devenue inhabitable, forçant l'humanité à s'exiler via des flottes massives de vaisseaux, à la recherche de planètes habitables. Afin de soutenir les flottes et les colonies qu'elles finiront par construire, l'Humanité a également créé des plantes, des formes de vie organiques artificielles capables de produire une énergie propre et infinie. Dans l'un des vaisseaux, deux frères jumeaux nommés Vash et Nai naissent avec un lien spécial avec les plantes et sont pris en charge par une prénommée Rem. Un jour, les systèmes informatiques de la flotte de la colonie se mettent à dysfonctionner, provoquant l'écrasement de tous les vaisseaux sur une planète aride du nom de Noman's Land. Rem se sacrifie pour sauver Vash et Nai, mais Vash est plus tard mortifié d'apprendre que Nai est en fait responsable de la catastrophe et qu'il cherche à tuer tous les Humains pour avoir exploité les plantes...
Plusieurs décennies plus tard, les survivants des différents vaisseaux ont construit plusieurs villes à la surface de Noman's Land, totalement dépendants des plantes pour survivre aux conditions hostiles. Un Vash désormais adulte erre dans le désert sans but, après avoir été qualifié de dangereux hors-la-loi surnommé "Vash the Stampede" ou le "Typhon Humanoïde ", tandis que Nai poursuit ses plans en prenant le surnom de "Millions Knives". Alors que Vash tente de trouver un moyen de résoudre pacifiquement les différences entre les Humains et les plantes, il rencontre les journalistes d'investigation Meryl Stryfe et Roberto De Niro, marquant le point de départ d'une nouvelle aventure pour eux trois...

## Distribution vocale
| Personnage           | Voix japonaise                              | Voix française                       |
| -------------------- | ------------------------------------------- | ------------------------------------ |
| Vash le Stampede     | Yoshitsugu Matsuoka Tomoyo Kurosawa (jeune) | Alexandre Crépet Alice Moons (jeune) |
| Millions Knives      | Junya Ikeda Yumiri Hanamori (jeune)         | Brieuc Lemaire Cécile Florin (jeune) |
| Meryl Stryfe         | Sakura Andō                                 | Claire Tefnin                        |
| Nicholas D. Wolfwood | Yoshimasa Hosoya                            | Antoni Lo Presti                     |
| Roberto De Niro      | Kenji Matsuda                               | Emmanuel Dell'Erba                   |
| Legato Bluesummers   | Kōki Uchiyama                               | Sébastien Hébrant                    |
| William Conrad       | Ryūsei Nakao                                | Olivier Francart                     |

## Production
Le producteur de Tōhō, Katsuhiro Takei, a déclaré que pour le projet, ils voulaient "démarrer un nouveau Trigun ", commentant qu'il y a déjà le manga original, bien sûr, et il y a d'autres adaptations d'anime, et chacun d'eux est vraiment d'excellents travaux qui sont déjà terminés". Takei a déclaré qu'avec Trigun Stampede, ils voulaient attirer de nouveaux téléspectateurs et ne pas leur faire croire qu'il est difficile d'entrer dans la série "parce que c'est une série déjà connue et existante". Lorsque Takei a approché l'auteur/dessinateur original du manga, Yasuhiro Nightow, pour discuter du projet, Nightow a mentionné que la première adaptation d'anime était "vraiment excellente", et que "tout ce qui va au-delà de l'anime original est plus un temps bonus, donc vous pouvez à peu près faire tout ce que tu veux avec". Nightow a déclaré qu'il était "impliqué dès le début", et que pour faire "quelque chose d'entièrement nouveau", il entrerait et dirait quelque chose au personnel s'ils faisaient "quelque chose qui semble vraiment faux" ; cependant, au fur et à mesure que le script était développé, Nightow n'a pas trouvé de problèmes majeurs avec lui, commentant que "c'était un nouveau Trigun, et j'ai senti qu'ils étaient capables de comprendre cela".
Concernant l'utilisation de l'animation 3DCG, Takei a commenté que le noyau de Trigun est "quelque chose de très ferme" qui n'est pas affecté par l'introduction d'éléments supplémentaires, exprimant : "J'ai senti que ce noyau vraiment fort pouvait être adapté à diverses choses, donc je pensé, eh bien, dans ce Trigun, faisons du 3DCG". Le producteur d'animation d'Orange, Kiyotaka Waki, a commenté que le projet a commencé avec l'art conceptuel, suivi du développement d'un monde pour l'adaptation, qui "n'était pas seulement des dessins, il était rempli d'idées sur la façon dont nous pouvions respecter cet ancien facteur de nostalgie et ajoutez également les nouveaux designs." L'art conceptuel et l'art conceptuel des personnages ont été réalisés par Kouji Tajima (ja), qui a lu le manga Trigun pour l'interpréter à sa manière. Le développement du projet a pris environ cinq ans , à partir de 2017, comme le souligne Waki, avant les débuts de diffusion de la première série non coproduite d'Orange, L'Ère des Cristaux. La modélisation CG a pris un an et demi avant la sortie de la première bande-annonce, en juillet 2022".
Takei a déclaré que si dans le manga original et les adaptations d'anime précédentes l'histoire est toujours centrée sur Vash, dans Trigun Stampede, ils "veulent vraiment se concentrer sur la profondeur de Vash", ils ont donc décidé de se concentrer sur son origine, ses souvenirs et le temps qu'il a passé avec Rem et Knives.

## Musique
La bande originale a été composée par Tatsuya Kato. En ce qui concerne la musique, Takei a déclaré que lors du développement de la série, il avait envisagé le choix d'utiliser une nouvelle musique, différente de la bande originale de la série de 1998 de Tsuneo Imahori. Alors qu'ils développaient le scénario et l'art conceptuel, Takei a estimé que la bande originale d'Imahori ne « conviendrait pas au monde que nous construisons ».

## Sortie
Animée par le Studio Orange, la série a été annoncée en juin 2022. Elle est réalisée par Kenji Mutō, avec Tatsurō Inamoto, Shin Okashima et Yoshihisa Ueda écrivant le scénario, Kōji Tajima servant de concepteur et crédité du concept de personnage, et Nao Ootsu servant de concepteur en chef. Kōdai Watanabe, Tetsurō Moronuki, Takahiko Abiru, Akiko Satō, Soji Ninomiya et Yumihiko Amano conçoivent les personnages et Tatsuya Kato compose la musique,. La série a débuté le 7 janvier 2023 sur TV Tokyo et d'autres réseaux. La chanson thème d'ouverture est Tombi de Kvi Baba, tandis que la chanson thème de fin est "Hoshi no Kuzu α" (星のクズ α)  du chanteur Salyu et du compositeur Haruka Nakamura.
Crunchyroll possède les droits de la série pour une sortie mondiale à l'exclusion de l'Asie, mais incluant les Philippines, Singapour, l'Inde, le Pakistan, le Bhoutan, le Sri Lanka, le Bangladesh, le Népal, le Kazakhstan et le Kirghizistan. Medialink a également autorisé la série en Asie du Sud-Est et diffusée sur la chaîne YouTube Ani-One Asia, Amazon Prime Video et Bilibili. Le doublage anglais a été mis en ligne le 21 janvier 2023 et met en vedette Johnny Yong Bosch qui reprend son rôle de Vash.

## Épisodes

### Épisode 1:Noman's Land
- Japon : 7 janvier 2023 sur TV Tokyo
- France : 12 janvier 2023 sur J-One

### Épisode 2:The Running Man
- Japon : 14 janvier 2023 sur TV Tokyo
- France : 19 janvier 2023 sur J-One

### Épisode 3:Lumière, éclaire les ténèbres
- Japon : 21 janvier 2023 sur TV Tokyo
- France : 26 janvier 2023 sur J-One

### Épisode 4:Hungry!
- Japon : 28 janvier 2023 sur TV Tokyo
- France : 2 février 2023 sur J-One

### Épisode 5:L'enfant béni
- Japon : 4 février 2023 sur TV Tokyo
- France : 9 février 2023 sur J-One

### Épisode 6:Once Upon a Time in Hopeland
- Japon : 11 février 2023 sur TV Tokyo
- France : 16 février 2023 sur J-One

### Épisode 7:Wolfwood
- Japon : 18 février 2023 sur TV Tokyo
- France : 23 février 2023 sur J-One

### Épisode 8:Notre maison
- Japon : 25 février 2023 sur TV Tokyo
- France : 2 mars 2023 sur J-One

### Épisode 9:Millions Knives
- Japon : 4 mars 2023 sur TV Tokyo
- France : 9 mars 2023 sur J-One

### Épisode 10:Les humains
- Japon : 11 mars 2023 sur TV Tokyo
- France : 16 mars 2023 sur J-One

### Épisode 11:Vers un monde nouveau
- Japon : 18 mars 2023 sur TV Tokyo
- France : 23 mars 2023 sur J-One

### Épisode 12:High Noon at July
- Japon : 25 mars 2023 sur TV Tokyo
- France : 30 mars 2023 sur J-One